# Царевец
Вижте пояснителната страница за други значения на Царевец.
Царевец е хълм във Велико Търново, както и едноименна крепост в средновековния Търновград.
Разположена е в близост до стария град на Велико Търново. Тя е била главната българска крепост по време на Второто българско царство (1185 – 1396), когато Търново е столица на царството. През Средновековието хълмът, на който се намира, е изцяло застроен с жилищни и административни постройки.
Царевец е сред Стоте национални туристически обекта, като има печат на БТС.

## Проучване
Археологическите разкопки на Царевец започват през 1886 г. от чешкия учен Карел Шкорпил и продължават през 1893 и 1900 г., но липсата на система и организация им придава частичен характер. След 1905 г. предприетите разкопки от възобновеното археологическо дружество в Търново се извършват частично и с прекъсване поради липса на средства. През 1930 г. са направени разкопки, които предшестват възстановяването на Балдуиновата кула. През 1932 – 1934 г. е реставрирана първата порта от главния вход, а през 1935 г. е направено изследване на водоснабдяването на Царевец и „Трапезица“. След 1946 г. започват системни археологически проучвания на двореца на българските царе от Втората българска държава. През 1958 и 1959 г. тогавашният Окръжен исторически музей започва проучвания на крепостната система на Царевец. Създаденият през 1974 г. филиал на Археологическия институт към БАН започва цялостно проучване на вътрешната крепост на Царевец.

## История
Най-ранните следи от живот на хълм Царевец датират от късния халколит (4200 г. пр. Хр.).
Хълмът е обитаван и през бронзовата епоха и желязната епоха. Открити са останки от жилища и керамика от Халщатската култура (XIII-V в. пр.н.е.) и от по-късната латенска култура (V-I в. пр.н.е.). Разкритото под развалините на средновековната българска столица тракийско селище е съществувало през цялото I хил. пр.н.е. Интензивният живот върху хълма в следващите хилядолетия и особено през средновековието почти изцяло е унищожил следите от него. Само малки участъци са оцелели под по-късните постройки. Те произхождат от два разположени непосредствено един над друг жилищни хоризонта, от периода IV – II в. пр.н.е. Намиращите се в тях жилища и огнища са типични за тракийската култура, а също керамиката и други материали. Присъствието на латенски материали в един безспорно тракийски контекст позволява още веднъж да се подчертае, че латенските елементи не бива да се свързват с присъствието на келти на Царевец. Те са само още едно доказателство за насоките и силата на латенското влияние върху тракийската култура през IV – I в. пр.н.е. в този район..
Не е известно докога тракийското селище е продължило своя живот. Отсъствието на римска керамика и монети от периода I-III в. показва, че то прекратява своето съществуване към началото на нашата ера.
В края на V в., по времето на император Анастасий I (491 – 518 г.), на хълма Царевец е построена ранновизантийска крепост, напоследък отъждествявана с известната от изворите Зикидева. Тя била една от опорните точки на Източната римска империя в северната част на Балканския полуостров. Предполага се, че населението на римския град Никополис ад Иструм, който тогава бил в упадък се е преселило на хълма Царевец поради по-добрата му защитеност от варварските нападения. От този период датирта една базилика и прилежастите и сгради.
Това укрепление оцелява до началото на VII век, когато е унищожено по време на аваро-славянските нашествия. Последните ранновизантийски монети на хълма са от 614 г., сечени при император Ираклий.
През VIII век върху развалините на ранновизантийската крепост възниква старобългарско селище, което се разраства и заема целия хълм. Следи от феодален замък от този период не са открити.
Към средата на XII век започва изграждането на крепостта и феодалния замък. Най-голямото развитие градът получава по времето на Втората българска държава, когато става нейна столица.
Реставрацията на крепостта Царевец започва през 1930 г. и е завършена през 1981 г., в чест на 1300 години от създаването на българската държава.

### Укрепителна система
Укрепителната система на средновековната крепост Царевград Търнов е сложно устроена. Тя се състои от околовръстни стени, опасващи целия хълм и други напречни, спускащи се перпендикулярно към реката. Крепостната стена по скалния венец на Царевец, дебела 2.4 m, а на някои места стигаща до 3.6 m, има бойници и кули. Тя е проучена главно от 1958 до 1963 г. Установено е, че в строителството и са съществували три периода:
- първи – отнасящ се към ранновизантинската епоха с най-ранните строежи, датирани към началото на V-VI в.;
- втори – към първата половина на XII в., значително преди 1185 г.;
- трети – вероятно към XIII в., тъй като през периода на Втората българска държава околовръстната крепостна стена търпяла чести поправки и разширения, които непрекъснато я преобразявали.

При археологически разкопки през 1977 – 1978 г. в кв. „Асенов“ около църквата „Св. Четиридесет мъченици“ се откри крепостна стена покрай реката, дебела 2.7 m, с бойни кули към Янтра и една кула кладенец.
В крепостта на хълма „Царевец“ можело да се проникне през три входа:
Главният вход заемал най-западната част на хълма. Изграден е върху тесен скален масив, нарочно пресечен за създаване на допълнително охранително съоръжение. Макар и естествено труднодостъпен, входът бил снабден с пет последователни порти:
- Пред първата порта над „Сечената скала“ имало дървен подвижен мост, запазен до 1864 г. и бойна кула над портата. Възстановена е без кулата през 1932 – 1934 г. по проект на арх. Александър Рашенов.
- Втората порта се намира на 32 m след първата, където са установени основи на 2 четириъгълни кули, запазени до 1910 г. Южната кула е външна за куртината, а северната вътрешна.
- Третата порта се намира на 29 m след втората, като тя е била защитавана от една правоъгълна кула южно от нея. В по-късен строителен етап е добавен допълнителен северен устой за по добра защита.
- Четвъртата порта на главния вход се издигала на 37 m след третата и е съществувала до 1889 г. Тя била изградена върху основите на по-стара порта от крепостната стена от I-VI в. Четвъртата порта е реставрирана през 1971 г.
- Петата порта се е намирала на 25 m от четвъртата, като тя била изградена между малка вътрешна правоъгълна кула от юг и голямо вътрешно укрепление от север. Вътрешното укрепление се е простирало северно от пътя между четвъртата и петата порта и е било солидно защитено с дебели до 3.5 m крепостни стени.

Вторият вход на крепостта е Малката порта (Асеновата), намираща на северозападната крепостна стена. Чрез нея се осъществявала връзката между Царевец, „Трапезица“ и „Новия град“. Над Малката порта се издигала кула на два етажа. Вратата била двукрила, дървена, обкована с големи железни гвоздеи. Малката порта и кулата над нея са реставрирани през 1975 г.
Третият вход, т.нар. Френкхисарска порта, се намирал северно от югоизточната бойна кула. Тя служела за връзка с квартала на франките, към който водел широк 2.5-метров път, запазен до 1910 г. В югоизточния край на крепостта Царевец (най-достъпното място на хълма) се издигала бойна кула, охраняваща Френкхисарската порта и голямо водохранилище до р. Янтра. Тази кула е свързана с името на латинския император Балдуин, пленен в битката при Одрин през 1205 г. от цар Калоян. Известна е като Балдуинова кула, реставрирана е през 1933 г. по проект на архитект Александър Рашенов по подобие на запазена средновековна кула от крепостта Червен, намираща се близо до Русе.

### Патриаршия
Българската патриаршия е вторият голям архитектурен комплекс на Царевец, заемащ площ около 30 дка. При разкопките от 1960 до 1965 г. се установи, че Патриаршията, също както и царският дворец, била самостоятелна крепост във вид на неправилен многоъгълник, ограден с крепостни стени, порти и кули. Входът се намирал на западната страна – подсилен с две последователни врати. От юг и север се издигали две бойни кули. Също там, долепени до крепостната стена, се издигали жилищните, стопанските и служебните помещения.
В централната част на комплекса, на най-високото място на хълма, се извисявала патриаршеската църква „Възнесение Господне“. Тя е построена върху основите на раннохристиянска църква, датирана от края на V и началото на VI в., представляваща трикорабна базилика с една апсида. Патриаршеската църква е строена на два етапа:
- първи – в началото на XIII в. като еднокорабна църква с полуцилиндричен свод;
- втори – през XIV в., когато е извършено разширението и преустройството и в кръстокуполна, триапсидна църква с два притвора.

До южната стена са открити три помещения, средното от които е кула звънарница-рядко срещано явление в църковната архитектура на Балканите. Патриаршеската църква била богато украсена отвътре и отвън. При разкопките са открити много декоративни панички и четирилистни розети, разноцветно украсени и хиляди късове от стенна мазилка със стенописи.
По-нататъшното проучване, реставриране и консервиране на средновековните паметници на хълма „Царевец“, както и подготовката за тяхното експониране протичат във връзка с изпълнение на приетата още през 1978 г. програма „Велико Търново-1300“, която включва два основни етапа – първия до 1981 г. и втория до 1994 г. През първия етап по проекти на архитектите Боян Кузупов, Илия Левтеров и Теофил Теофилов са възстановени порти, крепостните стени, патриаршеската църква „Св. Възнесение Господне“ и кулата звънарница към нея. Възстановяването на Патриаршеската църква е извършено въз основа на данните от археологическите проучвания и сведенията от средновековните документи (карти, миниатюри) и след общественото обсъждане на направените на място макети.
Декоративно-художественото оформяне на интериора на Патриаршеската църква е дело на художника Теофан Сокеров. Тъй като Патриаршеската църква е пълна реконструкция, тя не е стенописана по църковния канон. Църквата представлява храм паметник, в който чрез средствата на съвременното монументално изкуство-мащабни фигурни композиции, художникът проследява възхода на политическото и културното развитие на средновековната българска държава. Особена роля за емоционалното възприемане на стенописите и цялостната атмосфера в интериора на Патриаршеската църква играят специалното осветление и озвучаване. Реализацията на стенописите е дело освен на художника Теофан Сокеров и на неговите помощници художниците Иван Иванов, Иван Василев, Кольо Йончев и Найден Найденов. Патриаршеската църква, един от обектите на 800-годишния юбилей от въстанието на Асеновци, освобождението от ромейско владичество и възобновяване на българската държава, е отворена за посещение през ноември 1985 г.
Освен работата по Патриаршеската църква е извършена и консервация на жилищните и други помещения около Патриаршията. Възстановителните работи на хълма „Царевец“ в общи линии са приключили през 1985 г. Предстои все още работа по довършване на разкопките и консервацията на южния склон на Царевец, който ще се свърже с мястото около югоизточната бойна кула, и по реставрацията на главния вход на царския дворец.

### Дворцов комплекс
В централната част на хълма, северно от Патриаршията, е разположен Дворцовият комплекс, строен от цар Иван Александър около 1360 г. Той представлява сбор от постройки, включващи тронна зала, дворцова църква и царски покои. Обграден е от вътрешна каменна стена, две бойни кули и два входа, от север и юг. Според житието на Теодосий Търновски в този дворец се е състоял съборът против евреите, свикан от цар Иван Александър в 1360 г. 
Формата му е на неправилна елипса с размери 114 м на 66 м, а общата площ е около 5000 кв. м. Дворецът е бил защитен с крепостна стена и кули като типичен средновековен замък. Главният вход е бил от север и е защитен с три кули. Пред него се е намирал обширен площад. Помещенията в двореца били разположени покрай стените, а средата се оформял обширен двор. В западната част близо до северния вход се намирали две представителни помещения, свързани с обща фасада. Това били тронната зала и приемните помещения, украсени с мрамор и стенопис. Царските покои се намирали на източната стена между северния и южния вход. Долните етажи представлявали изби и вероятно тъмници. В тях се слизало по стълби от горните етажи. До южната крепостна стена се издигала друга постройка, която била трапезарията на двореца, а в западната и част била кухнята с три тухлени пещи. До северния и южния дворец се намирали помещенията на стражата. В североизточната част на двора се намирало водохранилището. Съществувала и система от канали за отпадъчни и дъждовни води. В източната част на двора се намирала дворцовата църква, която била кръстокуполна.

## Население
Укрепеният средновековен град на хълма „Царевец“ е бил гъсто застроен и населен. При археологическите проучвания са открити още над 370 жилищни и стопански сгради, 22 църкви (4 от които са ранновизантийски) и 4 манастирски комплекса. Освен представителите на феодалната класа – царе, боляри и духовенство, на „Царевец“ е живяло и многобройно обикновено население, което обслужвало феодалната класа. Една част от него са били занаятчии, търговци и земеделци. Затова свидетелстват големият брой жилища и стопански постройки около царския дворец, Патриаршията, на северозападния и източния склон. Приблизителният брой на населението на Царевец през XII-XIV в. е 3000 – 3200 души, но това са временни данни, тъй като още не са извършвани археологически проучвания на източните склонове на хълма.
При застрояването на хълма се забелязва градоустройствена мисъл при изграждане на отделните части. Различават се няколко квартала, от които най-типичен по своя вид за Царевец е кварталът около Патриаршията. Неговите сгради са гъсто прилепени една до друга и една над друга, групирани около 3 църкви. Българските жилища са няколко типа – малки, каменни надземни жилища и двустайни или многостайни къщи на един или два етажа. Голямото болярско селище (северно от двореца) е оформено като самостоятелен архитектурен ансамбъл.

## Легенда
Легенда разказва, че в римско време имало укрепления, които охранявали пътя за великолепния Никополис ад Иструм. Когато варварите нахлули, те обсадили и разрушили великия град. Тогава римляните се настанили в калетата. Под тях имало големи подземия свързани с тунел. В галериите римляните пренесли съкровищата на Никополис. Крепостите римляните укрепили и задържали известно време. Когато се наложило да отстъпят, те направили смъртоносни механизми в галериите и ги намазали с отрова. Тайните входове маскирали. Входът на подземието под Царевец се намирал в южната част. По галерия се стигало до подземно езеро. Само човек, знаещ тайната на съкровището, можел да продължи. Скрит механизъм източвал водата и по стъпала се стигала друга галерия. Оттук надолу имало няколко нива. На всяко римляните оставили по едно съкровище. В галериите към съкровищниците дебнели много опасности. Ако непосветен влезел, никога не щял да се върне жив. Във всяка зала имало безценни предмети – златни и сребърни, украсени със скъпоценни камъни. Безброй златни монети били струпани на купове. Подземието под Момина крепост било на две нива. Съкровището било долу. Входът бил голям геран. На дъното се виждала вода. По стъпала се слизало долу и там встрани започвала галерия. Когато римляните се оттегляли, отгоре сложили каменна плоча и я засипали. Втори вход имало в ниското. Нишанът бил голям четвъртит камък с топка отгоре.

## Възстановяване на крепостта
Дълго време през Османското владичество крепостта е била заселена от турско население и е била недостъпна за българи. След Освобождението на България, първи разкопки на хълма прави Карел Шкорпил. През 30-те години се прави опит за възстановка на Балдуиновата кула. През 50-те години започва проучване на крепостната система, двореца и патриаршията на хълма, а 19 септември 1965 г. тече заседание на Градския общински народен съвет. Присъства лично Тодор Живков, наред с членовете на политбюро Митко Григоров, Енчо Стайков, Пенчо Кубадински, акад. Кръстю Миятев, Емилиян Станев, Георги Джагаров и др. Взима се решение за възстановяване на най-важната крепост на Втората Българска държава. Във възстанонвяването участват десетки учени и археолози. Основни насоки във възстановяването дават учените акад. Димитър Димитров, Петър Кубадински и други, като представят Брашовския минеи, рисунки и пътеписи от пътешественици, описващи крепостта. За крепостта са отпуснати 400 хил. лв. Започва кълдамиране и възстановяване на крепостните стени, Дворцовия комплекс и Патриаршията.

## Спектакъл „Звук и светлина“
Драматична музика, разноцветни светлини, лазери и църковни камбани, събрани в едно, разказват славната и трагична история на Второто българско царство (1185 – 1393 г.) Първото представление се провежда през 1985 г. в чест на 800-тната годишнина от Въстанието на Асен и Петър. Стотиците цветни светлини и трите лазерни лъча представят моменти от българската история, битките срещу османските орди, годините на османското владичество, Възраждането, революционното движение и Освобождението на България.
Аудио-визуалният спектакъл е създаден от българско-чехословашки екип. Най-доброто място за наблюдение е от площад „Цар Асен I“, намиращ се на главния вход към Царевец, както и от панорамната площадка в близост до катедралния храм „Рождество Богородично“.

## Други
На Царевец е наречена улица в кварталите „Надежда I“ и „Надежда III“ в София (Карта).